# Ispahan (rose)
Pour les articles homonymes, voir Ispahan.
Le cultivar ‘Rose d'Ispahan’, ou simplement ‘Ispahan’, (synonyme ‘Pompon des Princes’) est une variété de rose ancienne issue de Rosa damascena (rose de Damas). Elle doit son nom à la ville d'Ispahan (appelée par les Perses Nisf-é-Djahan, ce qui signifie « la moitié du monde ») en Iran où au XVIe siècle, le chah Abbas le Grand en fit la capitale des Séfévides, avec nombre de palais, de mosquées et de jardins avec notamment des roseraies.

## Distribution
On trouve la rose d'Ispahan à l'état sauvage en Iran, sur les collines entre Chiraz et l'ancien caravansérail d'Ispahan. Elle a toujours été très fréquente dans les jardins privés de la ville de Chiraz. Il semble que cette rose ait été issue de croisements obtenus à la fin du XVIIIe siècle ou au début du XIXe siècle à Ispahan. Elle est mentionnée dans la littérature dès 1836 ou 1827. Elle a été introduite en Angleterre par Norah Lindsay (1873-1948).

## Distinction
Le buisson de la rose d'Ispahan, au feuillage vert clair, s'élève de 120 à 245 cm pour une envergure de 60 à 150 cm. Ses grandes fleurs doubles (9 cm), de couleur rose, sont complètes à 17-25 pétales, et sont fortement parfumées. Elles sont disposées en bouquets pouvant atteindre quinze roses. Leur floraison n'est pas remontante, mais très longue : six semaines d'affilée, c'est-à-dire la période la plus longue de toutes les roses de Damas,.

## Culture
La zone de rusticité de cette rose va de 3b (−34,4 °C… −37,2 °C) à 9b (−1,1 °C… −3,9 °C). Elle est donc très résistante aux grands froids. C'est aussi un rosier résistant aux maladies. Il peut être cultivé en pot, en haie, en plate-bande, en solitaire ou pour ses fleurs à couper.
Ce cultivar ancien est toujours très prisé ;  David Austin le recommande vivement pour sa floraison libre qui intervient tôt et se termine tard, ainsi que pour son parfum subtil. Peter Beales le compte comme l'une de ses roses de Damas favorites. La spécialiste des roses Christine Meile prise la rose d'Ispahan, lorsqu'elle fleurit en buisson solitaire, et conseille de lui laisser de l'espace. 

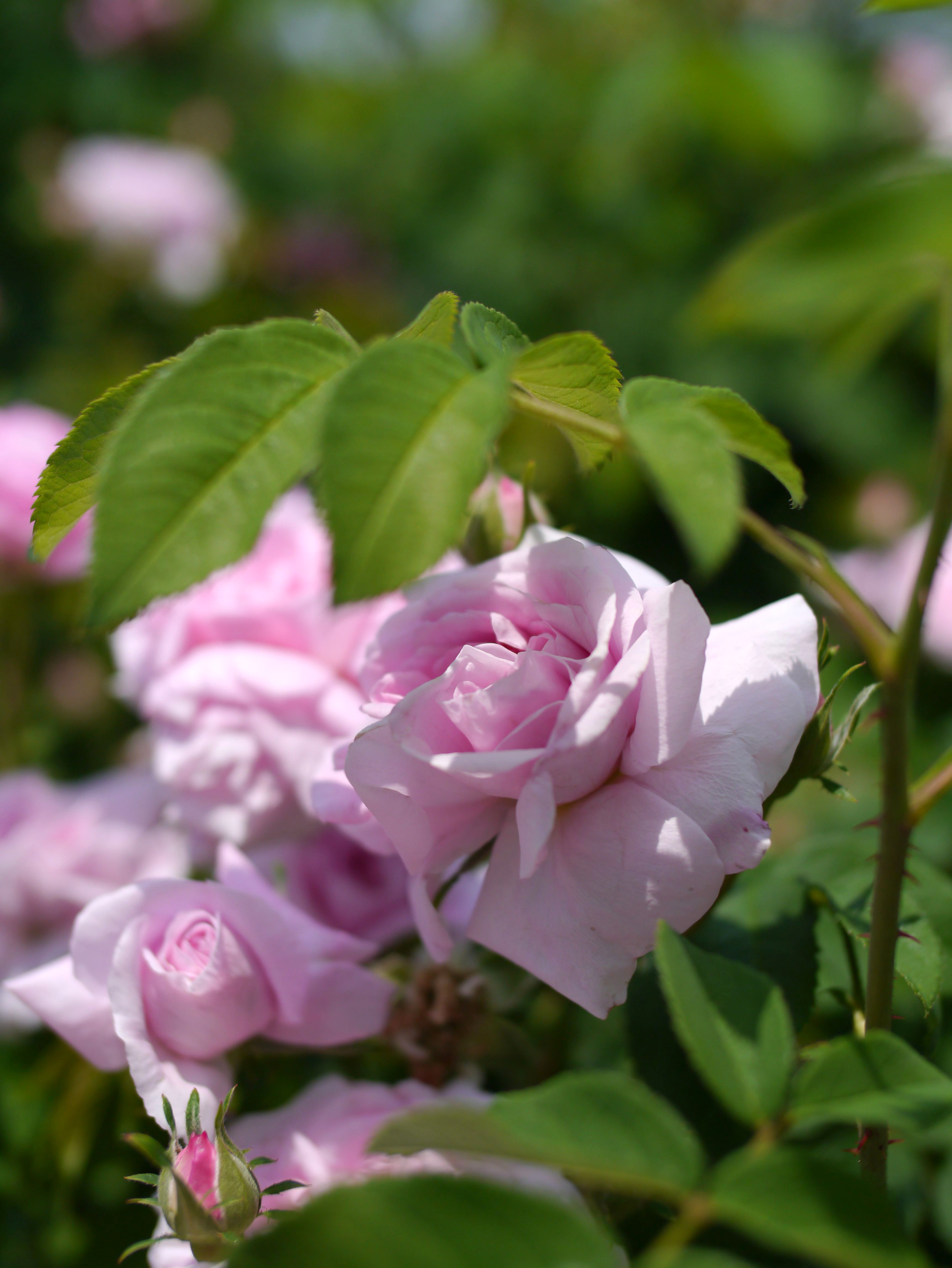
Rose d'Ispahan au ' de Kani au Japon.

## Distinctions
- Dowager Rose Queen (ARS), Rogue Valley Rose Society Show, 1998
- Award of Garden Merit (RHS/RNRS), Royal Horticultural Society Show, 1993[1]

## Dans la littérature et la musique
Avec la vogue de l'orientalisme,, la rose d'Ispahan inspire en Occident des poètes et des musiciens comme Leconte de Lisle et Gabriel Fauré (Les Roses d'Ispahan, tirées des Poèmes tragiques — 1884, mises en musique la même année dans le cycle de quatre mélodies op. 39,,), Pierre Loti et Charles Koechlin (le voyage Vers Ispahan, 1909, illustré musicalement par Les Heures persanes op. 75, 1913-1919), ou l'écrivain Claude Anet qui relate, en 1906, dans Les Roses d'Ispahan. La Perse en automobile, à travers la Russie et le Caucase, le périple réalisé l'année précédente avec le prince George-Valentin Bibesco entre Galați et Ispahan, et où l'auteur précise entre parenthèses (p. 251) : « [...] on appelle les roses à Ispahan roses de Chiraz ».